# شارون موريس
شارون موريس (بالإنجليزية: Sharon Morris)‏ هي كاتِبة وشاعرة بريطانية، ولدت في القرن العشرين.